# Sybren Poletprijs
De Sybren Poletprijs is een prijs die sinds 2018 eens in de drie jaar wordt toegekend voor experimentele literatuur. De prijs is in het leven is geroepen door de Sybren Polet Stichting. De prijs is vernoemd naar de experimentele schrijver Sybren Polet. De prijs wordt beschouwd als een oeuvreprijs en wordt toegekend aan een schrijver, dichter, essayist of toneelschrijver die in de geest of traditie van Polets werk schrijft. Aan de prijs is een geldbedrag van 35.000 euro verbonden, hiermee is dit direct na de P.C. Hooft-prijs, Libris Literatuur Prijs en de ECI Literatuurprijs een van de grootste literaire prijzen van Nederland. Het geld voor deze prijs komt uit de nalatenschap van de in 2015 overleden Polet. De Sybren Polet Stichting kent sinds 2011 de Lokienprijs toe, waar een bedrag van 5000 euro aan verbonden is. Het geld voor deze prijs komt ook uit de nalatenschap van Polet.
De Sybren Poletprijs werd voor het eerst toegekend in oktober 2018 en werd dat jaar op 15 november uitgereikt aan de laureaat, de Vlaming Peter Verhelst. Voorzitter van de vijfkoppige jury was Jos Joosten, hoogleraar Nederlandse letterkunde.

## Winnaars
- 2018 - Peter Verhelst
- 2021 - Michael Tedja
- 2024 - Lidy van Marissing